# Équipe de Suisse de hockey sur glace au Championnat du monde 2012
 (janvier 2025).
L'Équipe de Suisse est classée au septième rang au classement mondial de hockey sur glace de la Fédération internationale de hockey sur glace avant d'entreprendre la saison 2012 des tournois internationaux.

## Contexte
Les championnats du monde 2012 ont lieu du 4 mai 2012 au 20 mai 2012 à Helsinki en Finlande et à Stockholm en Suède.

## Alignement
| No    | Nom                   | Position  | Club                   |
| ----- | --------------------- | --------- | ---------------------- |
| +005, | Severin Blindenbacher | Défenseur | ZSC Lions              |
| +007, | Mark Streit           | Défenseur | Islanders de New York  |
| +010, | Andres Ambühl         | Attaquant | ZSC Lions              |
| +011, | Benjamin Plüss        | Attaquant | Fribourg-Gottéron      |
| +013, | Félicien Du Bois      | Défenseur | Kloten Flyers          |
| +014, | Roman Wick            | Attaquant | Kloten Flyers          |
| +020, | Reto Berra            | Gardien   | HC Bienne              |
| +022, | Nino Niederreiter     | Attaquant | Islanders de New York  |
| +025, | Thibaut Monnet        | Attaquant | ZSC Lions              |
| +030, | Lukas Flüeler         | Gardien   | ZSC Lions              |
| +031, | Mathias Seger         | Défenseur | ZSC Lions              |
| +032, | Ivo Rüthemann         | Attaquant | CP Berne               |
| +040, | Daniel Rubin          | Attaquant | Genève-Servette HC     |
| +043, | Morris Trachsler      | Attaquant | Genève-Servette HC     |
| +047, | Luca Sbisa            | Défenseur | Ducks d'Anaheim        |
| +048, | Matthias Bieber       | Attaquant | Kloten Flyers          |
| +052, | Tobias Stephan        | Gardien   | Genève-Servette HC     |
| +054, | Philippe Furrer       | Défenseur | CP Berne               |
| +057, | Goran Bezina          | Défenseur | Genève-Servette HC     |
| +070, | Denis Hollenstein     | Attaquant | Kloten Flyers          |
| +072, | Patrick von Gunten    | Défenseur | Kloten Flyers          |
| +082, | Simon Moser           | Attaquant | SCL Tigers             |
| +088, | Kevin Romy            | Attaquant | HC Lugano              |
| +090, | Roman Josi            | Défenseur | Predators de Nashville |
| +096, | Damien Brunner        | Attaquant | EV Zoug                |

| Poste                | Nom           | Date de naissance | Nationalité |
| -------------------- | ------------- | ----------------- | ----------- |
| Entraîneur-chef      | Sean Simpson  | 4 mai 1960        | Canada      |
| Assistant entraîneur | Manuele Celio | 9 juin 1966       | Suisse      |
| Assistant entraîneur | Lance Nethery | 28 juin 1957      | Canada      |
| Conseiller           | Andy Murray   | 3 mars 1951       | Canada      |